# Нојензалц
Нојензалц (њем. Neuensalz) општина је у њемачкој савезној држави Саксонија. Једно је од 45 општинских средишта округа Фогтланд. Према процјени из 2010. у општини је живјело 2.365 становника. Посједује регионалну шифру (AGS) 14523270.

## Географски и демографски подаци
Нојензалц се налази у савезној држави Саксонија у округу Фогтланд. Општина се налази на надморској висини од 417 метара. Површина општине износи 33,4 km². У самом мјесту је, према процјени из 2010. године, живјело 2.365 становника. Просјечна густина становништва износи 71 становника/km².